# Рынок Южный (Львов)

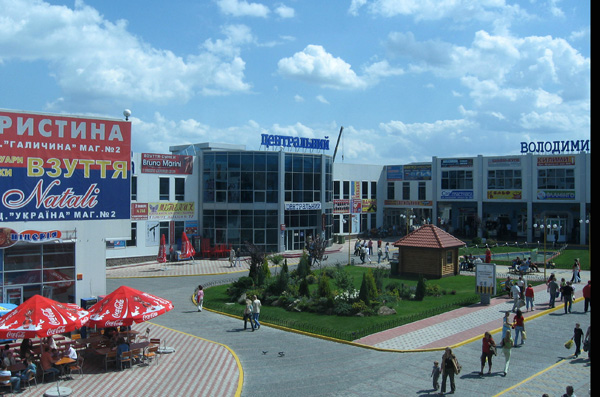
Рынок «Южный», площадь между торговыми комплексами

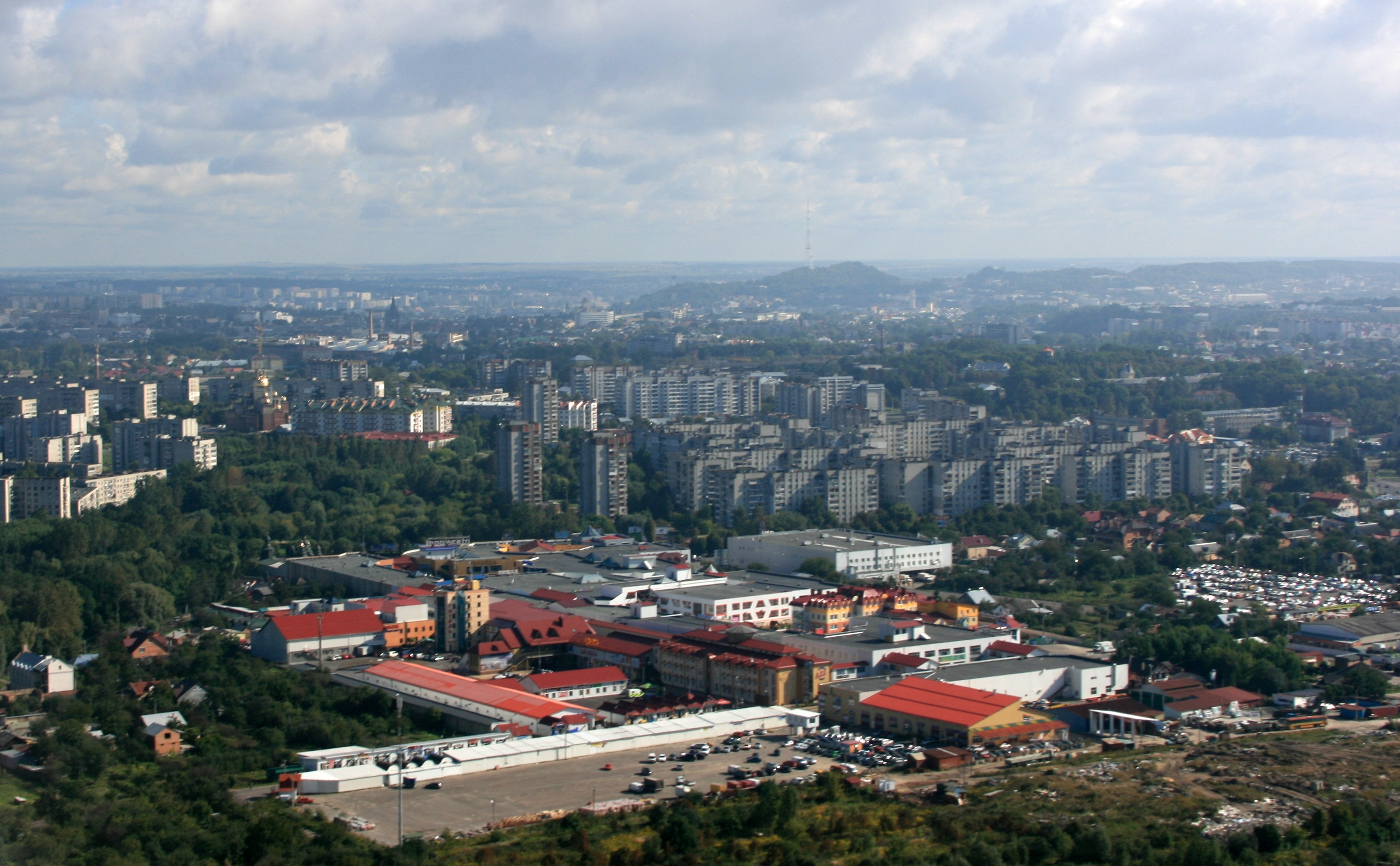
Вид на рынок «Южный» и юго-восточную окраину Львова

Ры́нок «Ю́жный» («Пивденный», укр. Південний) — крупнейший торговый комплекс во Львове (Украина). Расположен в южной части города, вблизи Скниловского парка
Рынок был основан Петром Писарчуком в 1996 году. Территория рынка с тех пор значительно расширилась, было построено 10 торговых комплексов, супермаркеты, продовольственный рынок, гостиница, парковки, церковь. На территории рынка работает около двух тысяч магазинов, медицинский центр, спортивный комплекс и фитнес-центр, предоставляются нотариальные, банковские и почтовые услуги, работают рестораны и многочисленные кафе.
По информации администрации рынка, его ежедневно посещает от 15 до 30 тысяч человек.
В первом полугодии 2007 года Южный рынок был вторым после Краковского по величине сданного в городской бюджет рыночного сбора.